# 三岐鉄道三岐線
三岐線（さんぎせん）は、三重県四日市市の富田駅から三重県いなべ市の西藤原駅までを結ぶ三岐鉄道の鉄道路線である。このうち富田駅 - 三岐朝明信号場間は貨物列車専用であり、旅客列車は近鉄富田駅 - 三岐朝明信号場間の近鉄連絡線を通り、すべて近鉄富田駅発着となっている。

## 概要
全線単線の電化路線である。旅客輸送を行っているほか、富田駅 - 東藤原駅間でセメントを中心とした貨物輸送を行っている。日本においてJR以外でセメント輸送を行う鉄道事業者は三岐鉄道のほかにもあったが、西武鉄道が1996年（平成8年）に、秩父鉄道と樽見鉄道が2006年（平成18年）にセメント輸送を廃止して以降は本路線のみとなっている。
旅客列車は、近鉄富田駅から山城駅辺りまで住宅が集まる区間を走行するが、山城駅を保々駅方面に発車して少しすると広く開けた田園地帯を走行する。さらに伊勢治田駅からは藤原岳の麓を回り込むように進む。路線としては地方のローカル路線であるが、藤原岳などへの登山者を除けば通勤・通学路線としての性格が強い。
旅客列車には、西武鉄道の中古車両が黄色とオレンジ色のカラーリングを施され使用されている。貨物輸送の割合が大きいが、通学・生活路線として、また鈴鹿山脈へのハイキングの足などとして旅客輸送の比率も高まっている。
駅ナンバリングが導入されており、路線記号としてSが割り振られている。

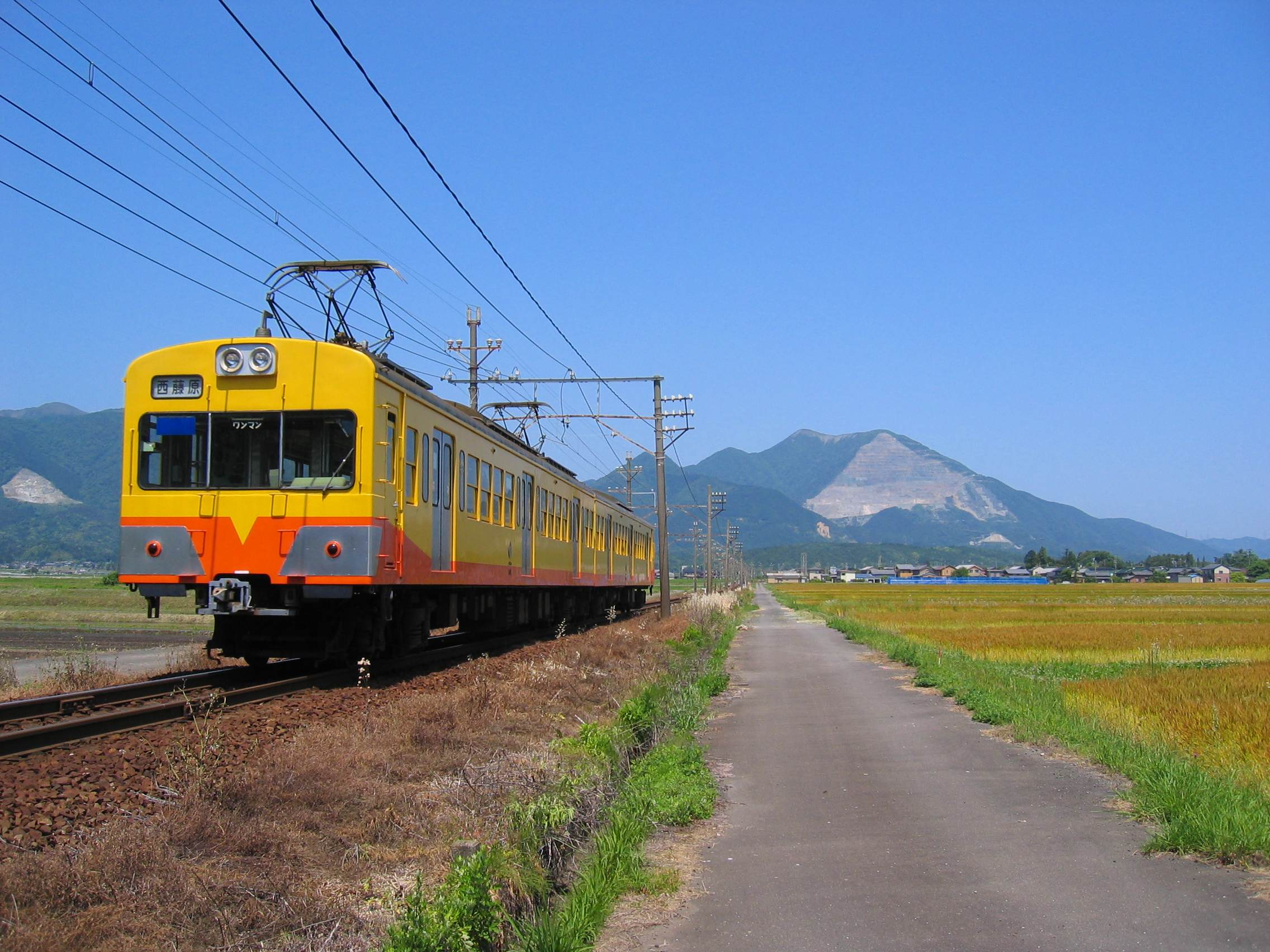
藤原岳へ向かう列車

### 路線データ
- 路線距離（営業キロ）：
  - 三岐線：富田 - 西藤原間 26.5km（富田 - 三岐朝明間1.0kmは貨物営業のみ）[2]
  - 近鉄連絡線：三岐朝明信号場 - 近鉄富田間 1.1km[2]
- 軌間：1067mm[2]
- 駅数：三岐線15駅、近鉄連絡線1駅（いずれも起終点駅含む）[2]
- 複線区間：なし（全線単線）[3]
- 電化区間：全線（直流1500V）[3]
- 最急勾配：25パーミル（伊勢治田 - 東藤原間、東藤原 - 西野尻間）[3]
- 最小曲線半径：200メートル[3]。
- 閉塞方式：自動閉塞式[3]
- 保安装置：ATS-S形
- 最高速度：70km/h[4]
- IC乗車カード対応区間：なし

保安装置としてATS-S型を採用するが、正確には改良型で、地上子にJR西日本タイプの「ATS-SW」と記載されていることが確認できる。また、ATS地上子が設置されているのは出発信号機（三岐朝明信号場を除く)のみで、ロング地上子は省略されており、元西武車の現用車両には確認ボタンは設置されていない。保々車両区内に試験用の地上子は設置されているが、場内信号機、線路終端部には地上子は存在しない。

## 歴史
当路線は鉄道敷設法別表75項「三重県四日市ヨリ岐阜県関ケ原ヲ経テ滋賀県木ノ本ニ至ル鉄道」の一部を形成し、「三岐鉄道」という社名も三重県四日市と岐阜県大垣市上石津を経て、関ヶ原とを結ぶことを目指したことによるものであった。
1928年藤原鉄道に対し四日市市 - 関ヶ原町間他の鉄道敷設免許状が下付され、三岐鉄道に名称を改め会社を設立。社長は三重県の実業家伊藤伝七が就任し、取締役には浅野セメント（浅野財閥）から専務取締役の浅野良三、金子喜代太が、浅野財閥系の鶴見臨港鉄道から取締役の山田胖が、小野田セメントから専務取締役の狩野宗三が名を連ねた（浅野セメント・小野田セメントとも現在の太平洋セメントの前身）。
1931年7月23日に富田 - 東藤原間が開業し、同年12月23日に東藤原 - 西藤原間が延伸開業したものの、1937年に西藤原 - 関ヶ原間の免許が失効し、富田 - 西藤原間が建設されただけにとどまった。
近鉄連絡線建設前は旅客列車も国鉄富田駅発着であったが、近鉄富田駅まで歩いて移動する乗客が多かった。近鉄連絡線建設には富田駅前の商店街が反対したが、完成後も国鉄富田駅への旅客列車を運行することで妥協した。しかし、近鉄富田駅利用客の多さは歴然で、1985年（昭和60年）に旅客列車は近鉄富田駅発着に統一された。
2024年に入ってからは、ダイヤ改正、新制服の採用、駅ナンバリングの導入（例：保々駅はS06）、保々運転区CTCセンター横の電波塔更新、JR東海からの211系の譲受など、様々な変更が行われている。

### 年表
- 1883年（明治16年） 稲葉三右衛門が、四日市 - 関ヶ原間を結ぶ勢江鉄道建設申請書を提出するも認可されず[13]。
- 1927年（昭和2年）
  - 3月 浅野セメントが藤原鉄道、小野田セメントが員弁鉄道として鉄道敷設免許を申請[14][10]。
  - 11月 藤原鉄道として計画を一本化して鉄道敷設免許申請[15]。
- 1928年（昭和3年）
  - 6月9日 藤原鉄道に対し鉄道免許状下付（四日市市 - 不破郡関ケ原町間、四日市市 - 三重郡塩浜村間、員弁郡大長村 - 三重郡富田町間、三重郡三重村 - 同郡川島村間）[15][16]。
  - 9月20日 三岐鉄道株式会社設立[17][18][19]。
- 1931年（昭和6年）
  - 7月23日 富田 - 東藤原間が開業[20][21]。
  - 12月23日 東藤原 - 西藤原間が延伸開業[22]。
- 1932年（昭和7年）12月 小野田セメント藤原工場操業開始。翌年1月よりセメント出荷[23][24]
- 1935年（昭和10年）
  - 6月26日 鉄道免許取消（四日市起点1.1km-保々間及び連絡線 指定ノ期限マテニ竣工セサルタメ）[25]。
  - 12月13日 起業廃止（許可）（四日市 - 四日市起点1.1km間、三重郡常磐村 - 同郡川島村間）[26]。
- 1937年（昭和12年）12月2日 鉄道免許失効（員弁郡西藤原村 - 不破郡関ケ原町間 指定ノ期限マテニ工事施工認可申請ヲ為ササルタメ）[27]。
- 1950年（昭和25年）10月30日 富田 - 大矢知間に三岐朝明駅開業[4]。
- 1952年（昭和27年）12月1日 富田駅から国鉄四日市駅まで旅客列車直通運転開始[28][4]。
- 1954年（昭和29年）3月29日 全線電化され、貨物列車で電気機関車を使用開始[29][4]。
- 1956年（昭和31年）12月25日 電車運転開始[29][4]。
- 1958年（昭和33年）1月31日 富田 - 四日市間敷設免許取得[30][31][32]。
- 1959年（昭和34年）8月7日 近鉄乗り換え客の利便性向上のため 富田 - （近鉄）富州原（現・川越富洲原）間敷設免許取得し用地買収を行う[30][32]。
- 1964年（昭和39年）10月1日 富田駅から国鉄四日市駅までの旅客列車直通運転廃止[28][4]。
- 1965年（昭和40年）
  - 3月22日 富田 - （近鉄）富州原間新線計画が貨物量増加のため起業廃止[30][33]。
  - 7月1日 三岐朝明 - 富田間に富田西口駅開業[34]。
  - 8月21日 萱生駅を暁学園前駅に改称[4]。
- 1968年（昭和43年）
  - 6月1日 三里駅を宇賀渓口駅に改称[4]。
  - 12月23日 富田 - 四日市間新線計画が起業廃止。三岐朝明 - 近鉄富田間の路線敷設免許申請[35]
- 1970年（昭和45年）6月25日 近鉄富田 - 三岐朝明間の近鉄連絡線が開業[30][4]。
- 1974年（昭和49年）4月1日 富田・近鉄富田 - 東藤原間がCTC化[4]。
- 1985年（昭和60年）
  - 3月14日 富田 - 三岐朝明間の旅客営業を休止[4]、富田西口駅廃止[34]。
  - 5月16日 貨物列車のワンマン運転開始[4]。
- 1986年（昭和61年）3月25日 大井田駅を移設し大安駅に改称[4][36]。宇賀渓口駅を三里駅に改称[4][36]。
- 1988年（昭和63年）1月7日 旅客列車のワンマン運転開始[4]。
- 1989年（平成元年）
  - 4月1日 旅客車両の冷房化開始[4]。三岐朝明駅を廃止、三岐朝明信号場に変更[4]。また、朝にのみ運転されていた急行も廃止。
- 1990年（平成2年）11月2日 炭酸カルシウム・フライアッシュ（石炭灰）の貨物輸送を開始。
- 1994年（平成6年）12月3日 最高速度が60km/hから70km/hに引き上げられる[37][38]。
- 1997年（平成9年）4月1日 大長駅を移設し北勢中央公園口駅に改称[4]。電車内に自転車を無料で持ち込めるサービスを開始[4]。
- 2001年（平成13年）7月24日 中部国際空港向けの埋立土砂輸送を開始[4]。
- 2002年（平成14年）12月21日 中部国際空港向けの埋立土砂輸送を終了[39]。
- 2009年（平成21年） 完全冷房化[40]。
- 2011年（平成23年）
  - 9月4日 台風12号に伴う大雨で保々 - 北勢中央公園口間の朝明川橋梁が損傷し全線で不通に。
  - 9月6日 近鉄富田 - 山城間と三里 - 西藤原駅間で運転再開。
  - 9月7日 山城 - 保々間で運転再開。
  - 9月8日 梅戸井 - 三里間で運転再開。
  - 11月10日 保々 - 梅戸井間で運転再開し全線復旧。
- 2012年（平成24年）
  - 2月8日 東藤原駅構内で電気機関車が脱線し、伊勢治田 - 西藤原間が不通に。10日運転再開。
  - 2月29日 骨材輸送が廃止され、東藤原 - 富田 - 四日市間で骨材輸送最終記念列車を運転。
  - 6月27日 東藤原駅構内で電気機関車が脱線し、伊勢治田 - 西藤原間が不通に。30日伊勢治田 - 東藤原間が運転再開。
  - 11月8日 三里駅構内で、富田発東藤原行きの普通列車（3両編成）が安全側線に進入し車止めを乗り越えて先頭車両が脱線。梅戸井 - 西藤原間が不通に[41]。11日梅戸井 - 東藤原間が運転再開（東藤原 - 西藤原間は引き続きバス代行）。
- 2013年（平成25年）1月12日 東藤原 - 西藤原間が運転再開[42]。

## 沿線概況
三重県北勢地域を走る三岐線は、ほぼ平坦で、トンネルは存在しない。起点である富田駅周辺には商業施設が多いが、終点西藤原駅に向かうにつれて、住宅地、さらに進むと田畑および農村と沿線風景は変化する。
三岐線の旅客列車が全列車乗り入れる近鉄富田駅は、近鉄名古屋線との乗換駅であり、駅前には路線バスも発着することから、三岐線系統で最も乗降客数が多い駅である。近鉄富田駅を後にした列車は、しばらく近鉄名古屋線と並走し、住宅地の中を進む。関西本線をオーバークロスすると、三岐朝明信号場で、富田駅から来る三岐線と合流する。三岐線の起点駅は富田駅であるが、富田駅 - 三岐朝明信号場間の旅客営業は行われておらず、貨物営業のみとなっている。関西本線を再びオーバークロスすると、大矢知駅。久留倍官衙遺跡の最寄駅である。右手に朝明川と並走しつつ伊坂ダムの最寄駅である平津駅を過ぎると、水田が広がる。次の暁学園前駅はその名の通り、暁学園の最寄駅であるため通学客も多いほか、三岐鉄道が開発した住宅地「あかつき台」への最寄駅である。暁学園前駅の駅ビル「あかつきプラザビル」には三岐鉄道が経営する駄菓子屋も入居している。列車は、朝明川と並走し、住宅地「八千代台」、「あさけが丘」最寄駅の山城駅に到着する。山城駅には、近鉄四日市駅やイオンモール東員方面に向かう三岐鉄道バスが乗り入れている。山城駅を過ぎると水田が再び広がり、保々駅に到着する。保々駅には、保々車両区、CTCセンターがあり、三岐線の中枢となる駅であるため、保々止まりの列車も設定されている。ここまで並走してきた朝明川を渡り、路線は朝明川北岸に進む。北勢中央公園口駅は、北勢中央公園の最寄駅であるとともに、住宅地「高見台」が近い。次の梅戸井駅を過ぎると、図書館が併設された駅舎が特徴的な大安駅は宇賀渓の最寄駅である。両ヶ池公園の最寄駅である三里駅から終点西藤原駅までは、終日全列車に自転車を持ち込むことができる。次の丹生川駅には貨物鉄道博物館が併設されている。青川を渡ると側線のある伊勢治田駅に到着する。伊勢治田駅は青川渓の最寄駅である。次の東藤原駅に太平洋セメント藤原工場が隣接している。東藤原駅からはセメントが出荷されており、三岐線貨物輸送における一大拠点である。貨物輸送は富田駅から同駅までで、ここから先は旅客営業のみとなる。列車はセメント工場の中を通り抜け、セメント採掘現場により削られた山肌が特徴的な藤原岳を左手に見ながら走ると、三岐線唯一の終日無人駅である西野尻駅に到着する。藤原町の集落の中に位置する、終点西藤原駅には機関車が展示されているほか、乗用鉄道模型のレイアウトがあり、乗車することができるイベントも開催されている。西藤原駅は聖宝寺、鈴鹿山脈藤原岳、御池岳登山口も近く、登山シーズンには多くの登山客で賑わう。

## 運行形態
旅客列車は、1時間あたり朝が3 - 4本、それ以外の時間帯では1 - 2本の運転である。近鉄富田駅 - 保々駅間の区間運転列車も設定されている。貨物列車が走る兼ね合いもあってパターンダイヤにはなっていない。2013年3月17日のダイヤ変更より若干減便され、昼間に近鉄富田駅 - 保々駅間の区間列車が復活した。以前は夕方に沿線の学生のために近鉄富田駅 - 保々駅間に臨時列車が1往復設定されており、この列車は土曜日・休日と春・夏・冬の学校長期休暇期間は運休となっていた。現行ダイヤでは、近鉄富田駅 - 保々駅間を往復する列車のうち朝7時台の上下各1本のみが、お盆・正月期間等は運休となる。すべて各駅に停車する普通列車であるが、1989年（平成元年）まで急行が運転されていた実績もある。
貨物列車・旅客列車ともに保々駅で運転士の交代が行われるが、全列車というわけではなく、線内を通して運転する場合もある。一部列車は近鉄富田駅 - 保々駅間の区間列車であるのに加えて、下り列車の一部で昼間に保々駅で車両交換を行う列車があり、保々駅を跨いで西藤原駅方面へ行く場合は同駅で反対側のりばの車両に乗り換えることになる。この場合において近鉄富田駅から来た車両は折り返し保々発近鉄富田行きとなる。特に、2両編成の場合は折り返しに際して小移動する。これは、下り方面の停車位置に停車すると反対側の運転台の付近にワンマン運転のための後方確認用ミラーがないためである。各車両の方向幕には「大安」の行先表示が用意されているが2024年3月14日改正のダイヤでは大安行き列車は設定されておらず、雪などで区間運休となった場合でも保々駅 - 西藤原駅間または東藤原駅 - 西藤原駅間が運休になることがほとんどである（各車両の方向幕に「東藤原」の行先表示はない）。
旅客列車・貨物列車ともワンマン運転を行っている。西野尻駅以外は有人駅または特殊勤務駅であるため、旅客列車の車内に運賃箱は設置されておらず、基本的に駅で運賃収受を行う都市型ワンマンである。ただし、早朝・夜間（近鉄富田駅・東藤原駅を除く全駅が無人になる時間帯）の列車には車掌が乗務している。他の鉄道事業者が運営する路線の多くの車掌とは異なり、その業務は専ら運賃収受が占めている。このため車掌が扱える列車の機器類は少なく、放送・一部のドア扱い・方向幕の操作などのみである。駅の改札口が列車進行方向前側にある駅では乗車券回収のため最後尾の乗務員室から先頭の運転室に移動する。合図はブザー式で、ブザー二打によって出発を合図する。しかし、駅での乗車券回収作業のあと、乗務員室までが離れている時は、列車の乗務員は近くの客扉から飛び乗り、ブザー合図なく発車させている。また、各駅が有人の時間帯であっても朝の一部列車は近鉄富田駅 - 保々駅間において車掌が乗務するツーマン運転で運行している。早朝の通学時間帯は、近隣の暁学園高校や桑名西高校の生徒で非常に混雑する。このため、ラッシュ時間前の列車に乗務する一部の車掌は暁学園前駅までの乗務となり、9時頃まで駅で改札業務を担当する。このように、厳密に役割が固定されているわけではなく場合に応じて柔軟な対応がなされている。
貨物列車の行き違いのため、交換駅は180 - 250m程度の有効長をもつ。全交換駅で安全側線が整備され、列車の行き違い時には、上下列車が場内信号機により停車せず同時に駅構内に進入できる。終点以外の大半の駅（暁学園前駅・北勢中央公園口駅・大安駅・西野尻駅以外）で行き違いが可能である。保々駅・伊勢治田駅・東藤原駅には貨物列車の着発線があり、貨物列車1本を待避させた上で、旅客列車（または貨物列車）同士の行き違いも可能である。
自転車を電車内に持ち込めるサイクルパス制度があり、近鉄富田駅以外で利用できる。大矢知駅 - 三里駅間は土曜・休日の全列車と春・夏・冬の学校長期休暇期間の日中時間帯のみ利用でき、三里駅 - 西藤原駅間は毎日・全列車で利用できる。

## 車両
かつては他の鉄道会社からの譲渡車のほか、自社発注車も存在したが、1990年代に西武鉄道からの譲渡車に統一され、2025年5月からは東海旅客鉄道（JR東海）からの譲渡車への置き換えが始まっている。西武でも黄色を主体とした塗装を採用していたが、これは偶然の一致である。
2024年7月までにJR東海から211系を30両を譲り受けた（同年中にさらに6両追加で譲受）。三岐線での運用に必要な改造を施し、このうち3両編成8本の24両が営業用として運行を開始する予定で、2025年5月13日から営業運転を開始している。

### 現有車両

#### 電車
西武鉄道より譲渡された3両編成5本（801系・851系・751系）と2両編成3本（101系）の21両、さらにJR東海より譲渡された3両編成1本（5000系）が在籍する。

##### 801系・851系

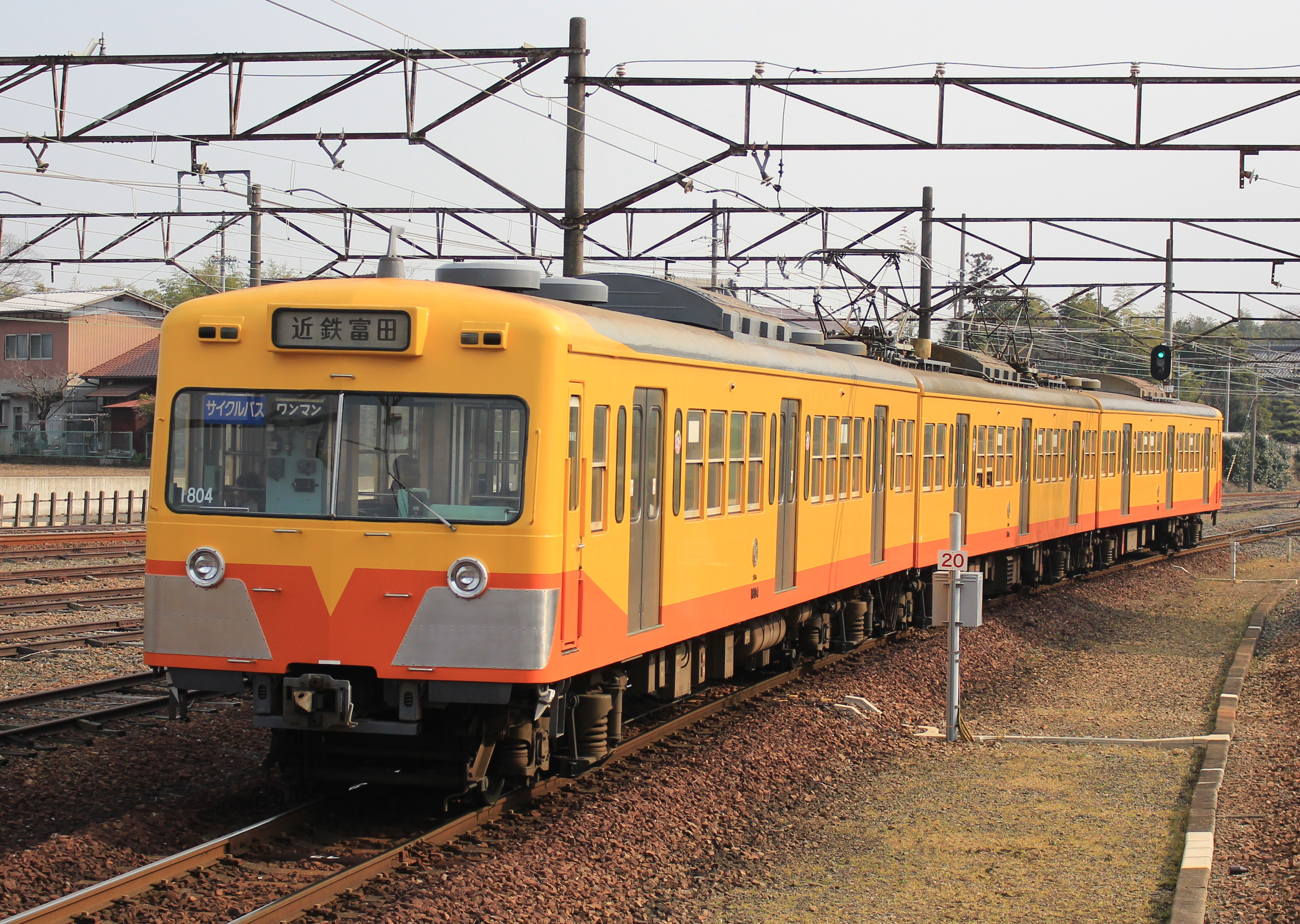
801系

元西武701系を3両編成に改造したもので、1989年から1997年にかけて4編成が導入された。その後1両が事故廃車となり、元西武新101系の車両に置き換えられている。
形式は台車によって分けられており、801系はFS342、851系はFS072・FS372を装備している。
元701系の各車は西武所沢車両工場で改造されており、4両編成（851Fは6両編成のうち4両を使用）を3両編成へと短縮している。これはモハ奇数車の車端部を切断し、クハ奇数車の運転台部分を接合する形で行われた。さらに塗装変更とワンマン化、台車の履き替え等が行われた。また2015年にクモハ801・クモハ803・モハ804の空調脇ランボードが改造された。
台車については、種車がクハはFS072、モハはFS342と別形態の台車を備えており、譲渡にあたって最初の2編成（801F・803F）はFS342へ統一したが、3編成目（851F）は逆にFS072・FS372へと統一されている。具体的にはクハ1802・1804はFS072からFS342へ換装、クモハ851・モハ881はFS342からFS372へと換装された。最後に譲渡された、4編成目となる805Fは3両とも元の台車形式を維持しており、2種類の台車が混在する唯一の編成となった。このためクモハとモハは801系、クハは851系となっている（編成としては801系の扱い）。
脱線事故の影響
851Fは2012年11月8日に三里駅で発生した脱線事故で、クハ1851が現地解体となった。この代替として、未入籍の部品取り車であった元新101系のクハ1238がクハ1881として整備され、2013年9月30日に竣工した。これにより編成内で大きく外観の違う車両が混在する結果となっている。
クハの改造にあたっては、CP（コンプレッサー）を新設したほか、貫通路幅が異なるため、隣のモハ881の貫通路を狭めて対応している。また車内には車椅子スペースも新設。さらには851F全体で転落防止幌を設置、行先表示器をLED化するなど、設備面が751系相当にアップグレードされた。
後述の新型車両5000系の導入に伴い851Fが引退することになり、2025年2月25日から6月8日まで引退記念ヘッドマークが掲出され、6月17日付けで廃車された。
| [ 52 ]                                                       | [ 52 ]            | ← 富田・近鉄富田西藤原 → | ← 富田・近鉄富田西藤原 → | ← 富田・近鉄富田西藤原 → |                   |                                              |                          |                                            |
| 形式 （801系）                                               | 形式 （801系）    | クモハ801                | モハ802                  | クハ1802                 | 竣工              | 塗装/ラッピング                              | 廃車（代替編成）         | 備考                                       |
| 形式 （851系）                                               | 形式 （851系）    | クモハ851                | モハ881                  | クハ1851                 | 竣工              | 塗装/ラッピング                              | 廃車（代替編成）         | 備考                                       |
| 形式（元新101系）                                            | 形式（元新101系） | —                        | —                        | クハ1881                 | 竣工              | 塗装/ラッピング                              | 廃車（代替編成）         | 備考                                       |
| 車種                                                         | 車種              | Mc                       | M                        | Tc                       | 竣工              | 塗装/ラッピング                              | 廃車（代替編成）         | 備考                                       |
| 搭載機器                                                     | 搭載機器          | MG                       | CONT                     | CP                       | 竣工              | 塗装/ラッピング                              | 廃車（代替編成）         | 備考                                       |
| 車両番号 （西武車号）                                        | 801F              | 801 (779)                | 802 (780)                | 1802 (1780)              | 1989年12月28日    | 住友電装コラボラッピング （2024年4月2日 - ） |                          |                                            |
| 車両番号 （西武車号）                                        | 803F              | 803 (771)                | 804 (772)                | 1804 (1772)              | 1992年7月8日      | 西武「赤電」復元塗装 （2019年4月21日 - ）    |                          |                                            |
| 車両番号 （西武車号）                                        | 851F              | 851 (701-89)             | 881 (701-90)             | 1851 (1790)              | 1995年12月22日    |                                              |                          | 登場時の組成                               |
| 車両番号 （西武車号）                                        | 805F              | 805 (781)                | 806 (782)                | 1852 (1782)              | 1997年9月30日     | 西武イエロー復元塗装 （2018年4月26日 - ）    |                          |                                            |
| 車両番号 （西武車号）                                        | 851F              | 851 (701-89)             | 881 (701-90)             | 1881 (1238)              | （2013年9月30日） |                                              | 2025年6月17日（S51編成） | 事故復旧後の組成 行先表示器LED式・外幌設置 |
| 注：車両番号の太字は851系、斜体は元西武新101系の車両を示す。 |                   |                          |                          |                          |                   |                                              |                          |                                            |

##### 101系
元西武401系を改造したもので、1990年から1993年にかけて2両3編成が導入された。
種車の都合により、他系列とは車両の向きが逆となっている。
西武所沢車両工場にて改造され、塗装変更とワンマン化、台車の履き替え（FS372→FS342）のほか、前照灯の変更が行われている。その後1990年代後半に前面の塗り分けが僅かに変更されたほか、クモハ101・103にフランジ塗油器が設置された。また2010年に105Fの側引戸が751系と同じものへ交換されている。
| [ 52 ]                | [ 52 ]   | ← 富田・近鉄富田西藤原 → | ← 富田・近鉄富田西藤原 → |                |                                          |                  |                |
| 形式                  | 形式     | クモハ101 (Mc)           | クモハ101 (Mc)           | 竣工           | 塗装/ラッピング                          | 廃車（代替編成） | 備考           |
| 搭載機器              | 搭載機器 | CONT                     | MG, CP                   | 竣工           | 塗装/ラッピング                          | 廃車（代替編成） | 備考           |
| 車両番号 （西武車号） | 101F     | 101 (402)                | 102 (401)                | 1990年12月21日 | 旧三岐カラー復刻塗装 （2020年5月1日 - ） |                  |                |
| 車両番号 （西武車号） | 103F     | 103 (406)                | 104 (405)                | 1991年6月12日  |                                          |                  |                |
| 車両番号 （西武車号） | 105F     | 105 (410)                | 106 (409)                | 1993年6月28日  |                                          |                  | ドア窓金属抑え |

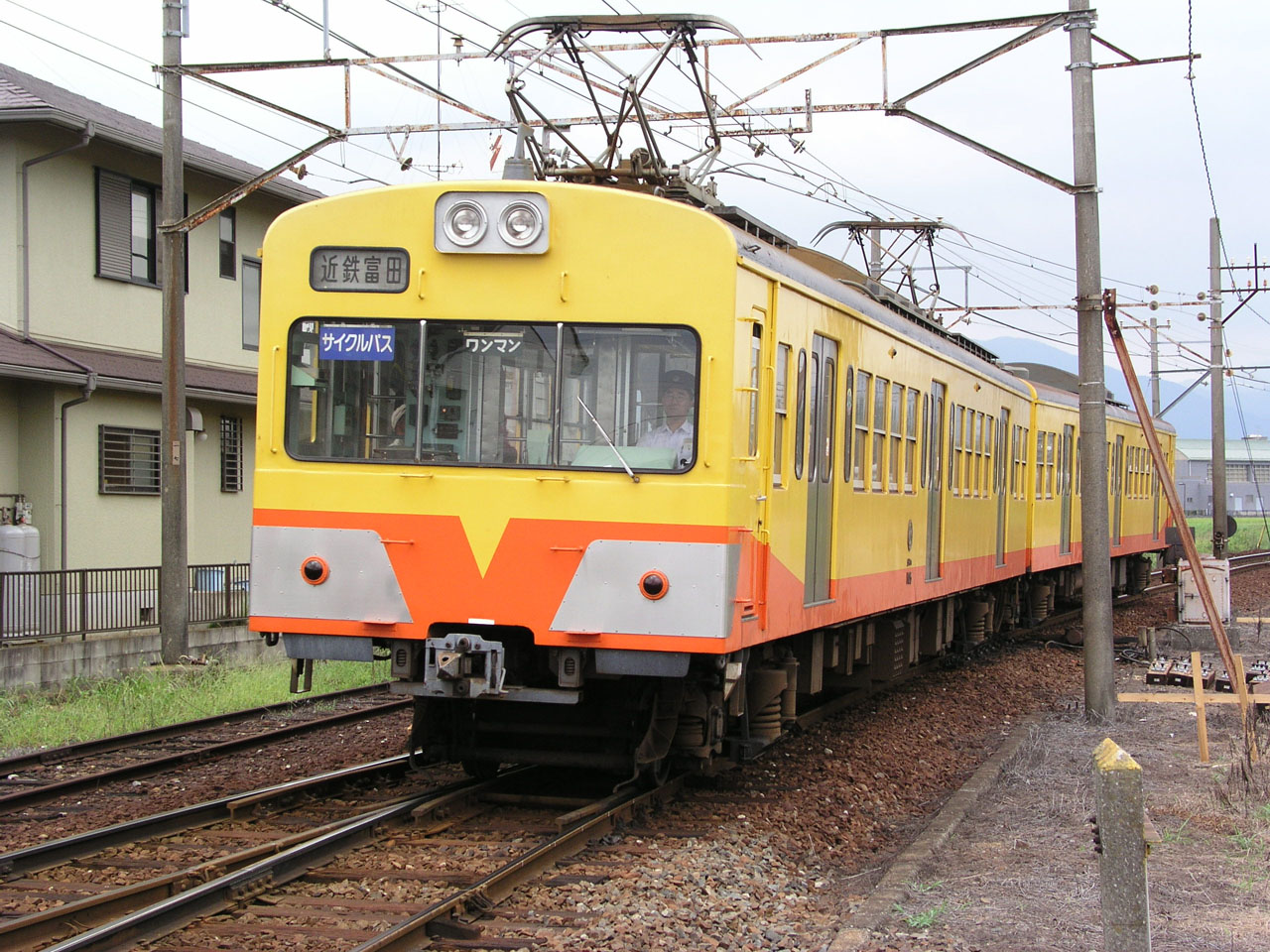
101系
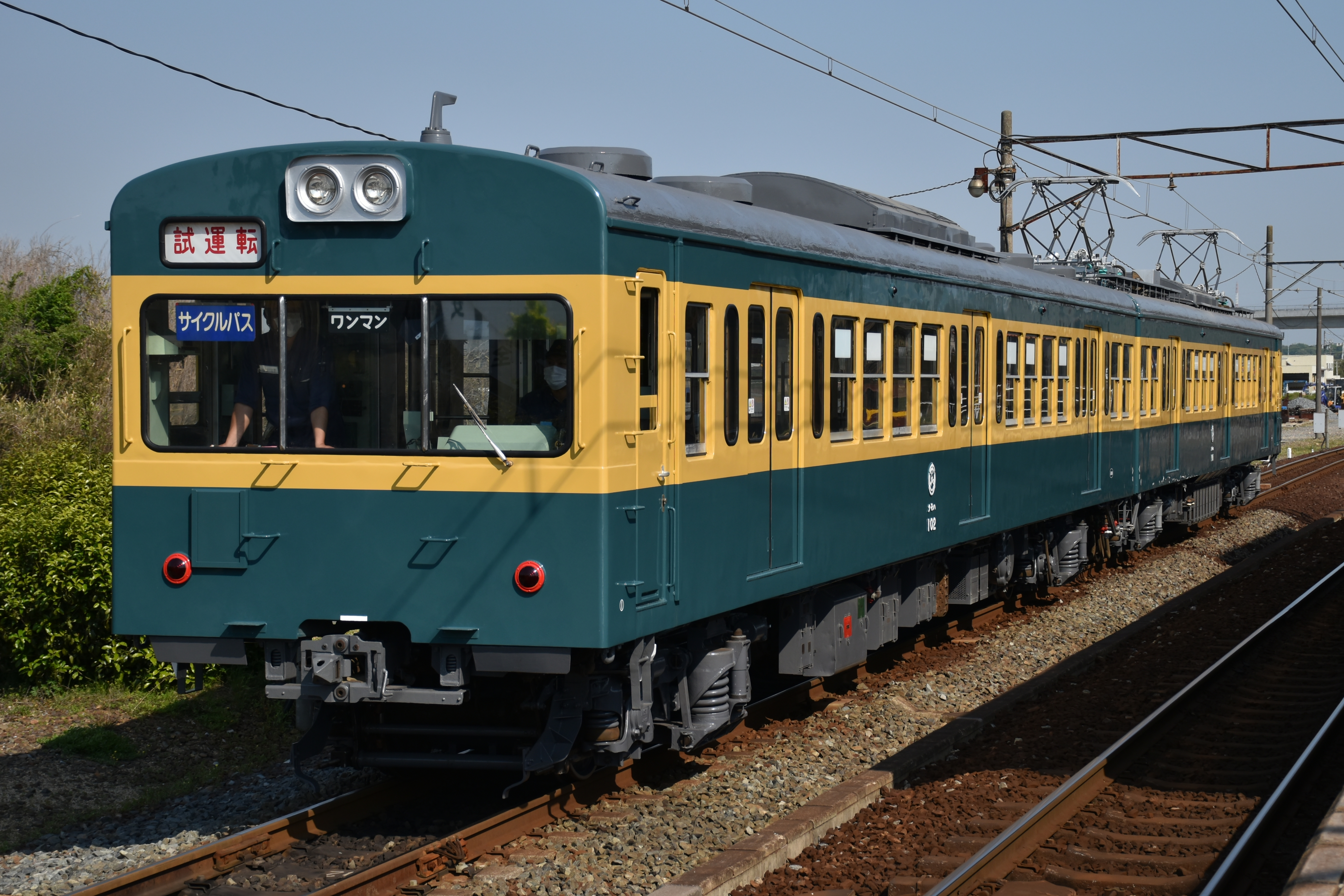
101系復刻塗装車

##### 751系

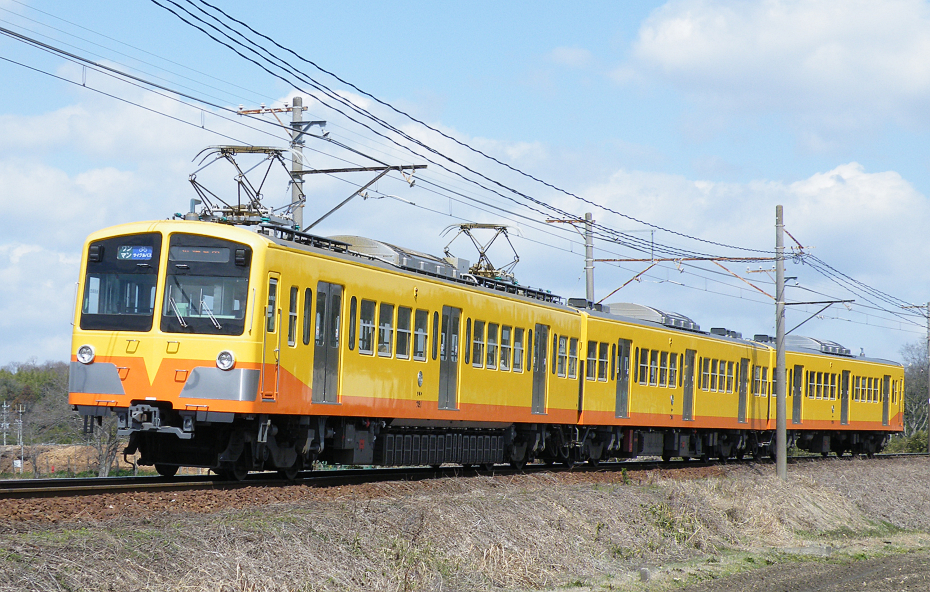
751系

元西武新101系を改造したもので、2009年に3両1編成が導入され、同年1月27日から運行を開始した。武蔵丘車両検修場で改造しており、1編成を短縮するのではなく、4両編成と2両編成（701系には存在しない）とを組み合わせることで、先頭化改造を伴わずに3両編成を組成している。行先表示器がLED式とされ、またクハ1751形は車椅子スペースが新設された。
改造した751Fと同時に、部品取りとして同じく元新101系のモハ238・クハ1238の2両も譲渡されている。このうちクハは前述の通り851系に編入され、モハは2013年に解体された。
| [ 52 ] [ 53 ]         | [ 52 ] [ 53 ] | ← 富田・近鉄富田西藤原 → | ← 富田・近鉄富田西藤原 → | ← 富田・近鉄富田西藤原 → |               |                 |                  |                 |
| 形式                  | 形式          | クモハ751 (Mc1)          | モハ781 (M2)             | クハ1751 (Tc1)           | 営業開始      | 塗装/ラッピング | 廃車（代替編成） | 備考            |
| 搭載機器              | 搭載機器      | CONT                     | MG, CP                   |                          | 営業開始      | 塗装/ラッピング | 廃車（代替編成） | 備考            |
| 車両番号 （西武車号） | 751F          | 751 (283)                | 781 (236)                | 1751 (1236)              | 2009年1月27日 |                 |                  | 行先表示器LED式 |

##### 5000系

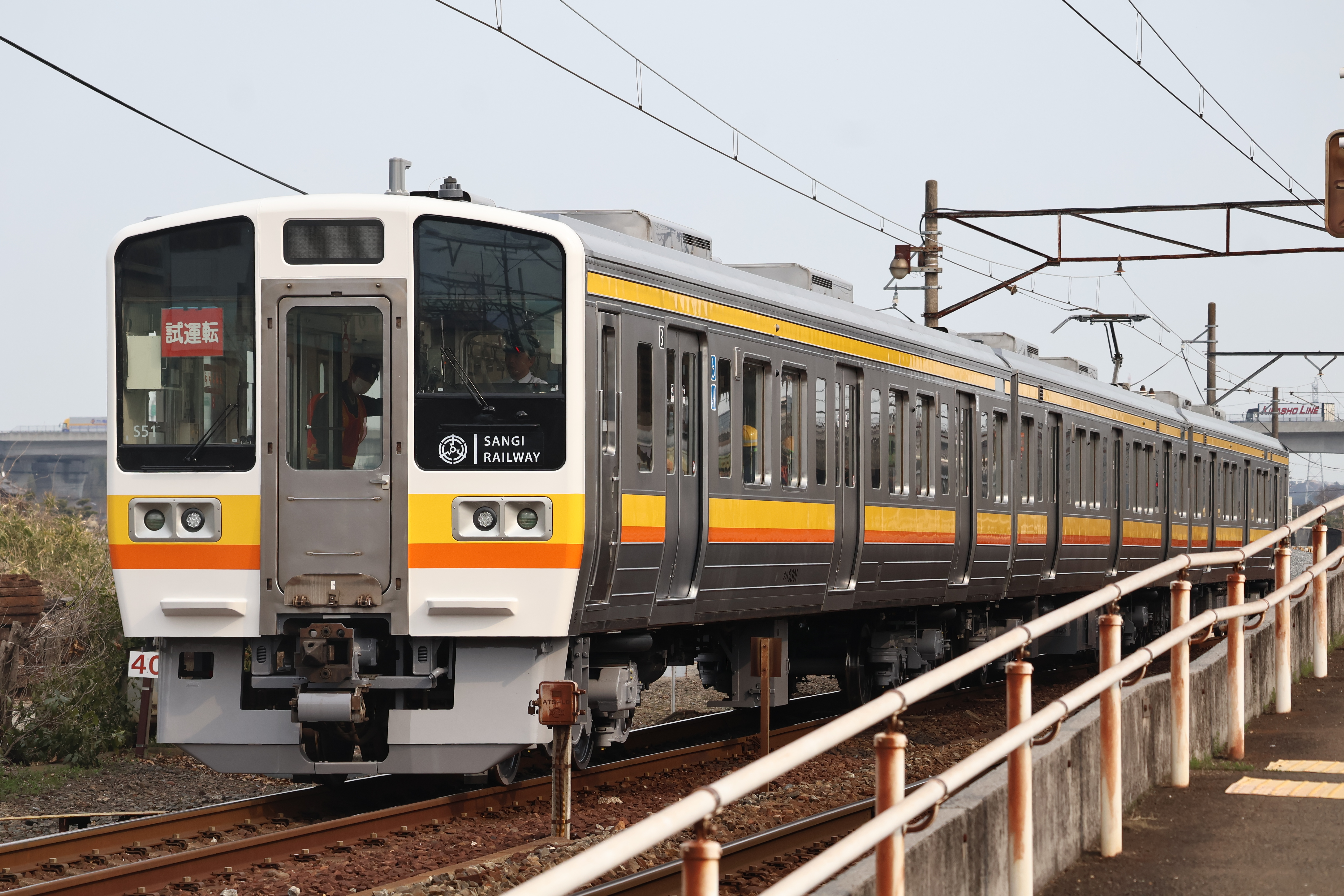
5000系

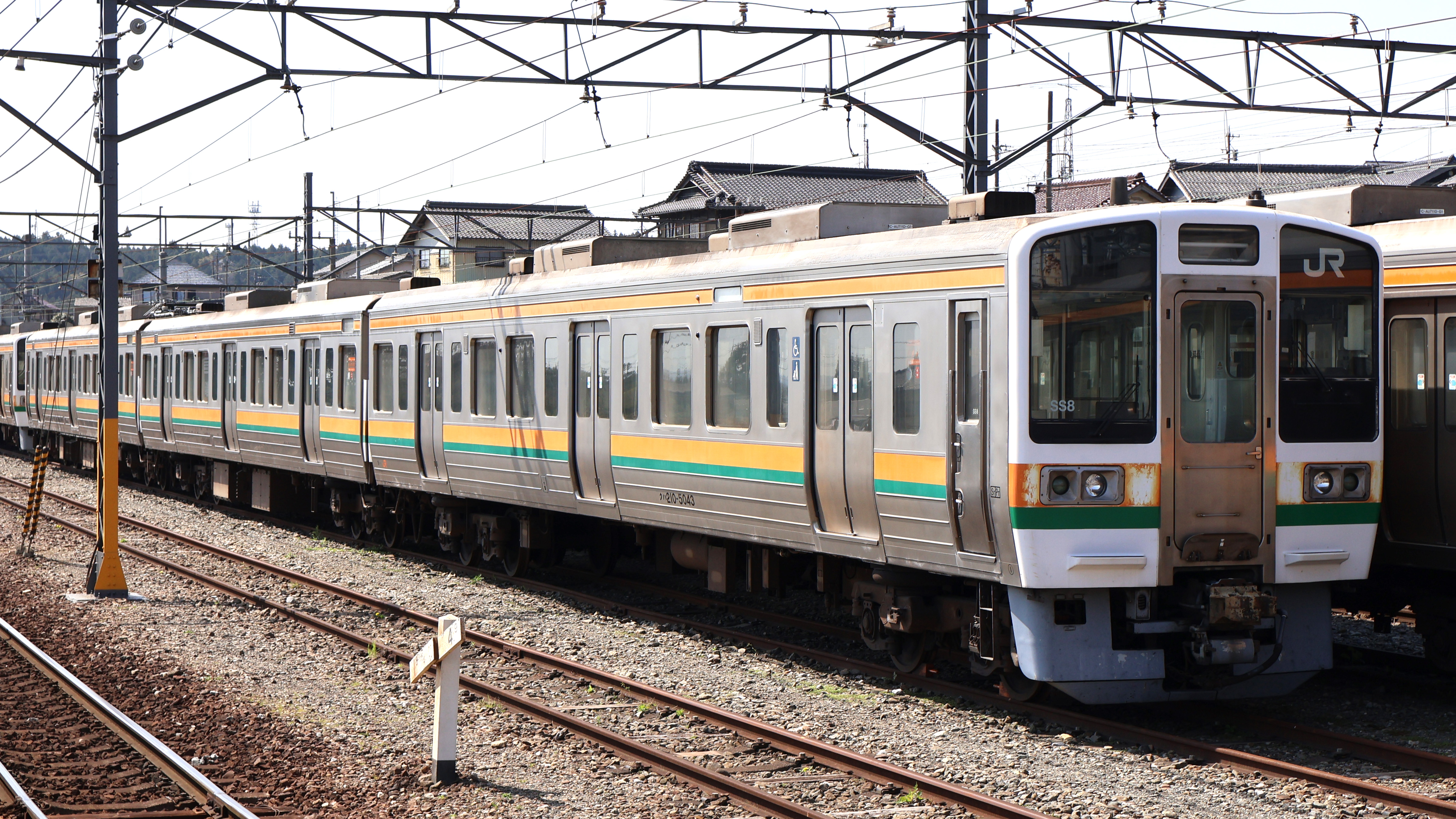
三岐鉄道に譲渡され東藤原駅に留置されている未改造の211系5000番台SS8編成
（2025年4月17日 東藤原駅）

2024年にJR東海から211系（静岡車両区所属、5000・5600番台）36両を譲り受けた。このうち24両が営業用となる予定である。搬入後、以下の改造工事が行われる。
- 座席モケット・床面の変更
- 車内照明のLED化
- 車内扉上部に旅客案内用ディスプレイの設置（3か所）
- 非常通報装置の設置（車椅子スペースにも設置）
- 英語案内・車内メロディ付き自動放送装置の設置

改造工事を終えて乗務員教習や試乗会・撮影会を行った後、2025年5月13日に営業運転を開始した。
|                     |             | ← 富田・近鉄富田西藤原 → |                   |                   |                |                 |      |
| 形式                | 形式        | クモハ5100               | モハ5200          | クハ5300          | 営業運転開始日 | 塗装/ラッピング | 備考 |
| 搭載機器            |             |                          |                   |                   | 営業運転開始日 | 塗装/ラッピング | 備考 |
| 車両番号 （JR車号） | （LL1）     | （211-5011）             | （210-5011）      | （210-5011）      |                |                 |      |
| 車両番号 （JR車号） | （LL9）     | （211-5027）             | （210-5027）      | （210-5027）      |                |                 |      |
| 車両番号 （JR車号） | （LL11）    | （211-5030）             | （210-5030）      | （210-5030）      |                |                 |      |
| 車両番号 （JR車号） | （LL14）    | （211-5036）             | （210-5036）      | （210-5036）      |                |                 |      |
| 車両番号 （JR車号） | （LL16）    | （211-5039）             | （210-5039）      | （210-5039）      |                |                 |      |
| 車両番号 （JR車号） | S51 （SS2） | 5101 （211-5608）        | 5201 （210-5056） | 5301 （210-5025） | 2025年5月13日  |                 |      |
| 車両番号 （JR車号） | （SS3）     | （211-5609）             | （210-5057）      | （210-5028）      |                |                 |      |
| 車両番号 （JR車号） | （SS7）     | （211-5613）             | （210-5061）      | （210-5040）      |                |                 |      |
| 車両番号 （JR車号） | （SS8）     | （211-5614）             | （210-5062）      | （210-5043）      |                |                 |      |
| 車両番号 （JR車号） | （SS9）     | （211-5615）             | （210-5063）      | （210-5046）      |                |                 |      |
| 車両番号 （JR車号） | （SS10）    | （211-5616）             | （210-5064）      | （210-5047）      |                |                 |      |
| 車両番号 （JR車号） | （SS11）    | （211-5617）             | （210-5065）      | （210-5048）      |                |                 |      |

改造対象は24両（8編成）と発表されているが、残りの12両（4編成）について部品取り用として一部またはすべて保管されるのか、あるいは解体されるのかは明らかにされていない。

#### 電気機関車
- ED45形 - 1954年以降に製造[66]。貨物列車牽引用。1号機から9号機まで在籍。一部は富山地方鉄道や東武鉄道からの移籍車両。
- ED301形 - 1984年移籍[40]。入換用[40]。ED301が在籍。元南海電気鉄道ED5201形[40]。
- ED5081形 - 2003年移籍[40]。貨物列車牽引用。ED5081・ED5082が在籍。元東武鉄道ED5080形。

#### 貨車
（事業用車）
- ワム200形 - ワム229が救援車として残存（車籍なし）。

### 過去に在籍した車両

#### 電車

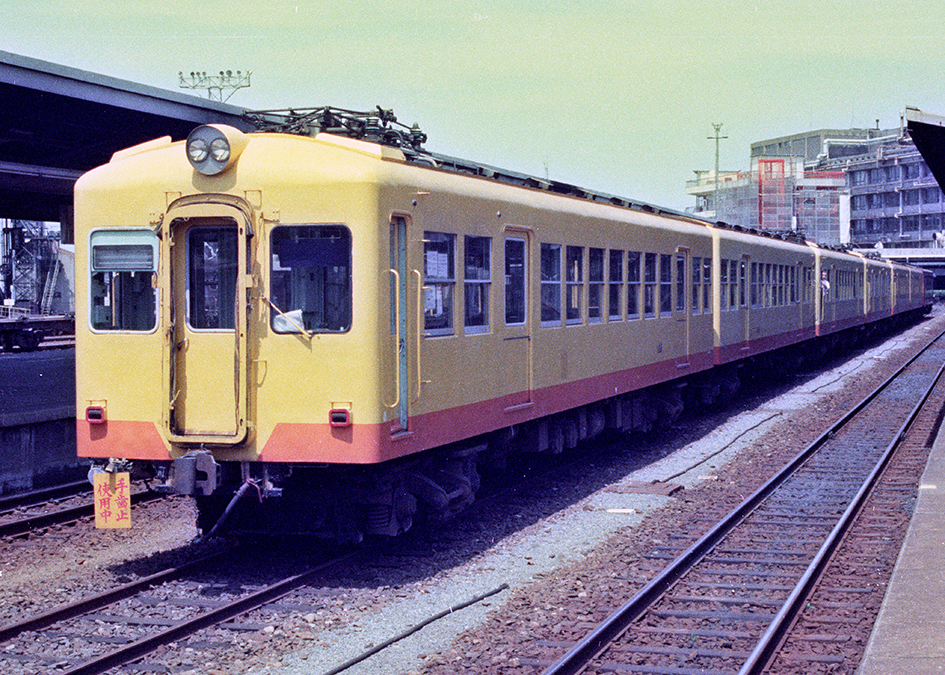
モハ120形

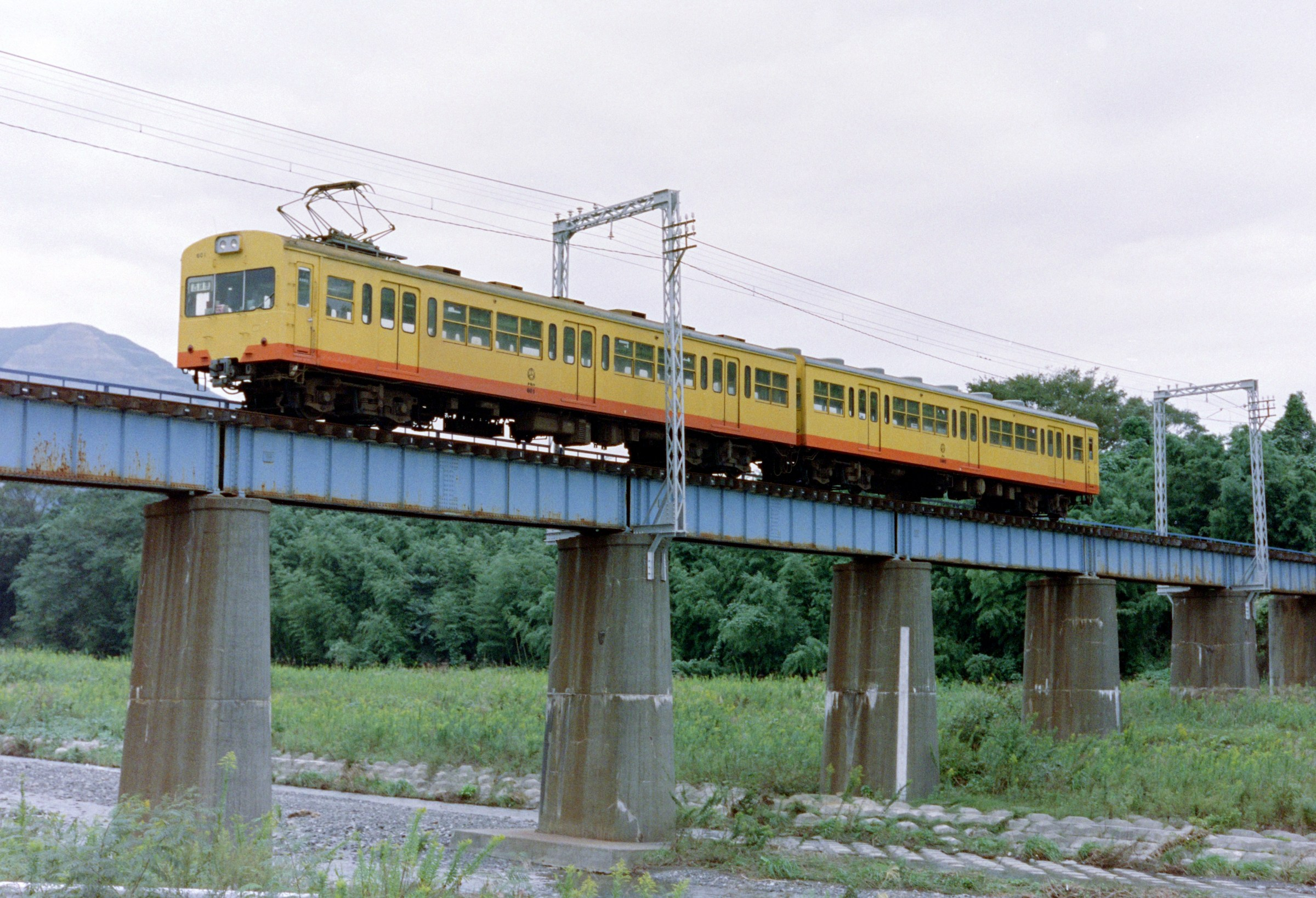
601系

以前は窓周りが緑色、窓上と窓下が紺色という、京成電鉄の青電によく似た塗装だったが、この色が沿線の田園風景と区別がつきにくいという声があり、現在の黄色を主体に、裾のみ朱色という塗り分けになった。
- モハ100形・モハ110形・クハ200形 - 1956年の電車運転開始に合わせ移籍。1978年までに全廃。
  - モハ100形 - 元日本国有鉄道（国鉄）モハ1620形。
  - モハ110形 - 元国鉄モハ1610形。
  - クハ200形
    - クハ200 - 元国鉄クハ5600形。
    - クハ201 - 1958年移籍。元西武クハ1231形。
- モハ120形・モハ130形・クハ210形
  - モハ120 - 122、クハ210・211 - 1959年新造。1983年廃車後高松琴平電気鉄道（琴電）へ譲渡。
  - モハ130形 - 1966年新造。1983年廃車後琴電へ譲渡。
  - モハ125、クハ215・216 - 1976年移籍。小田急電鉄（小田急）2100形廃車発生品の車体に西武所沢車両工場手持ちの電装品・台車を組み合わせたもの。1991年までに全廃。
- モハ140形 - 1969年移籍。小田急1600形の車体に西武所沢車両工場手持ちの電装品・台車を組み合わせたもの。1980年10月に廃車となった後近江鉄道へ譲渡されモハ203形となる。
- モハ150形 - 西武所沢車両工場で西武311系廃車発生品の台車・電装品を利用して製造。
  - モハ150・151 - 1972年新造。新製車体。1992年までに全廃。
  - モハ155・156 - 1975年新造。車体は相模鉄道（相鉄）2000系の車体更新発生品。1988年廃車。
- 501系 - 1977年移籍。元西武鉄道501系。1995年までに全廃。
- 601系 - 1981年移籍。元西武鉄道451系・571系。2009年までに全廃。

#### 電気機関車

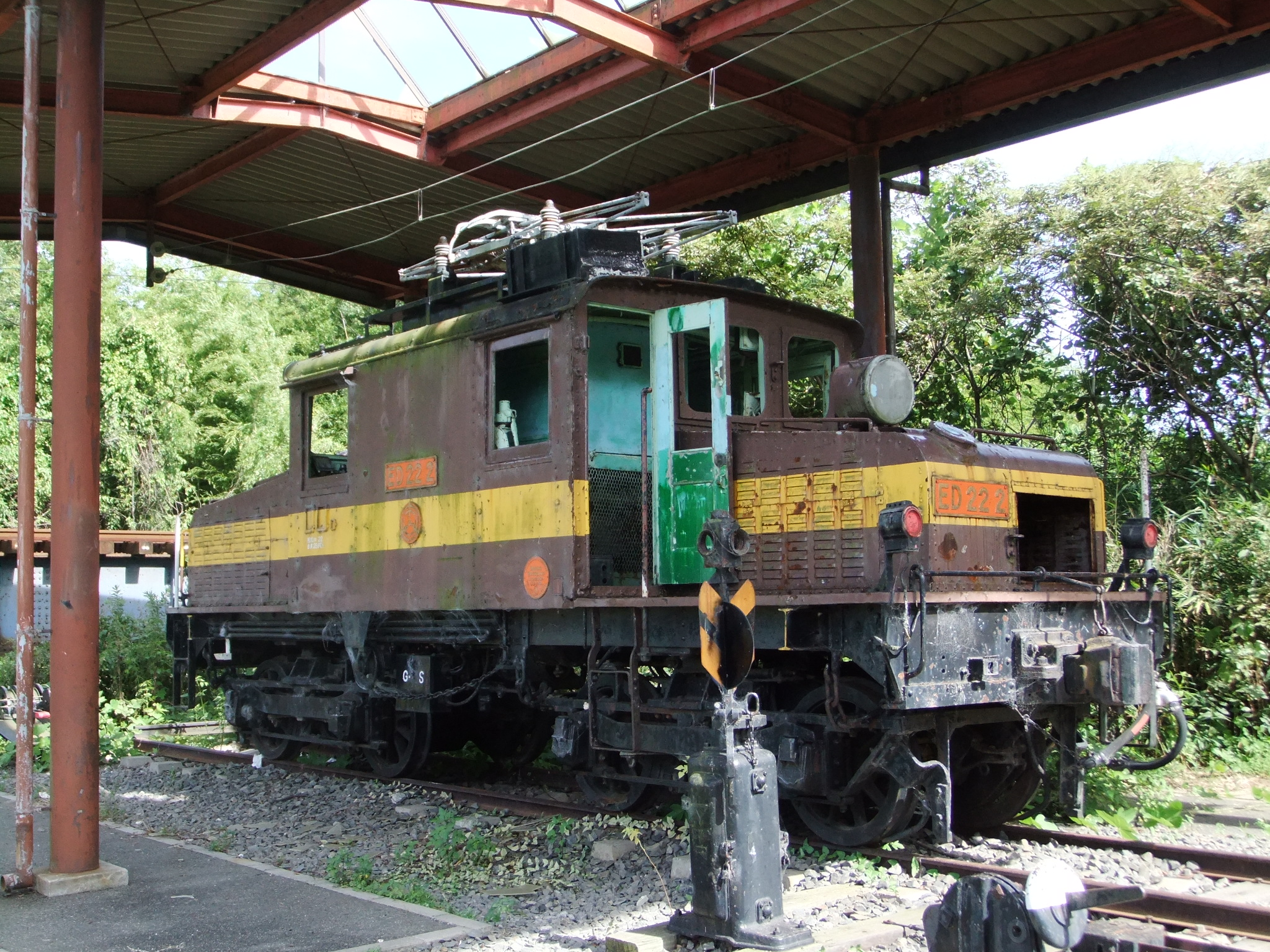
ED22 2

- ED22形 - 1956年移籍。元国鉄ED22形。1984年廃車。
- ED5000形 - 1979年移籍。元東武ED5000形。1993年ED45形に編入。
- ED500形 - 2000年移籍。元大井川鉄道ED500形。2003年廃車。
- デキ200形 - 2000年移籍[40]。元秩父鉄道デキ200形[40]。2011年廃車[40]、2013年解体。

### 車両数の変遷
| 年         | モハ120形 | モハ130形 | クハ210形 | モハ150形 | 501系 | 601系 | 801系 | 101系 | 851系 | 751系 | 計（冷房車） |
| ---------- | --------- | --------- | --------- | --------- | ----- | ----- | ----- | ----- | ----- | ----- | ------------ |
| 1982       | 4         | 1         | 4         | 4         | 6     |       |       |       |       |       | 19           |
| 1983 -1987 | 1         |           | 2         | 4         | 6     | 6     |       |       |       |       | 19           |
| 1988       | 1         |           | 2         | 2         | 6     | 8     |       |       |       |       | 19           |
| 1989       | 1         |           | 2         | 2         | 6     | 8     |       |       |       |       | 19           |
| 1990       | 1         |           | 2         | 2         | 3     | 8     | 3     |       |       |       | 19(3)        |
| 1991       |           |           | 1         | 2         | 3     | 8     | 3     | 2     |       |       | 19(5)        |
| 1992       |           |           |           |           | 3     | 8     | 3     | 4     |       |       | 19(7)        |
| 1993       |           |           |           |           | 3     | 6     | 6     | 4     |       |       | 19(10)       |
| 1994       |           |           |           |           | 3     | 6     | 6     | 6     |       |       | 21(12)       |
| 1995       |           |           |           |           | 3     | 6     | 6     | 6     |       |       | 21(12)       |
| 1996       |           |           |           |           |       | 6     | 6     | 6     | 3     |       | 21(15)       |
| 1997       |           |           |           |           |       | 6     | 6     | 6     | 3     |       | 21(15)       |
| 1998 -2008 |           |           |           |           |       | 2     | 8     | 6     | 4     |       | 20(18)       |
| 2009 -2011 |           |           |           |           |       |       | 8     | 6     | 4     | 3     | 21(21)       |

- 1982・83年は1月1日現在、84年以降は4月1日現在
- 『私鉄車両編成表』各年版、ジェー・アール・アール

## 運賃・切符

### 普通乗車券・回数券・定期券
- 三岐線内有人駅では硬券による入場券・乗車券を発売している。
- 回数券は、普通回数券（10枚分の価格で11枚発券）と、5枚分の価格で6枚発券される昼間割引回数券（平日10 - 16時と、土休日の終日使用可）があった。通学用割引回数券を除き、2024年11月末をもって販売を終了した[67]。
- 通勤定期は1・3・6か月定期の3種類がある。通学定期については、1・3・6か月定期と、学期定期として1・2・3学期定期および前・後学期定期（原則として当該学期の始業式から終業式当日まで有効）が設定されている。
- 近鉄名古屋線、湯の山線および鈴鹿線との間に連絡定期券（学期定期は設定されていない）が発売されている[68]。
- それ以外の路線（近鉄名古屋線を介しての三岐鉄道北勢線、JR線、養老鉄道線）との連絡定期券・連絡切符は設定されていない。

### 企画乗車券
2025年3月現在。
三岐線一日乗車券
2025年3月1日から発売されている三岐線内のみで使用できる一日乗車券。大人1200円、小人600円。三岐線の有人駅で販売。

#### 発売終了
三岐鉄道1日乗り放題パス
三岐線内1日乗り降り自由の「1日乗り放題パス」に代わり、2009年10月1日より北勢線でも使用が可能な「三岐鉄道1日乗り放題パス」（大人1200円、小人600円）が三岐鉄道全線の有人駅で発売されていた。2025年2月28日で発売終了。

## 営業区間および駅一覧
三岐線はJR富田駅 - 西藤原駅の三岐線および三岐朝明信号場 - 近鉄富田駅の近鉄連絡線（近鉄連絡線の起点は三岐朝明信号場である）から構成されるが、実際は近鉄富田駅 - 西藤原駅間で旅客営業を、JR富田駅 - 東藤原駅間で貨物営業を行なっている。便宜上、旅客営業を行なう近鉄富田駅 - 西藤原駅間と貨物営業のみを行なうJR富田駅 - 三岐朝明信号場間の2区間に分けて記載する。
- 全駅・信号場とも三重県に所在。括弧書き（背景色がグレー）の駅は廃止駅。
- 線路（全線単線） … ◇：列車交換可、｜：列車交換不可

### 富田駅 - 三岐朝明信号場間
この区間は貨物営業のみ。全駅・信号場とも四日市市に所在。
| 駅名                          | 営業キロ | 営業キロ | 開業年 | 廃止年          | 接続路線                         | 線路 |
| 駅名                          | 駅間     | 累計     | 開業年 | 廃止年          | 接続路線                         | 線路 |
| ----------------------------- | -------- | -------- | ------ | --------------- | -------------------------------- | ---- |
| 富田駅                        | -        | 0.0      | 1931年 | -               | 東海旅客鉄道：CJ 関西本線 (CJ09) | ◇    |
| （富田西口駅）                | 0.4      | 0.4      | 1965年 | 1985年          |                                  | ｜   |
| （三岐朝明駅） 三岐朝明信号場 | 0.6      | 1.0      | 1950年 | 1989年 信号場化 |                                  | ｜   |

### 近鉄富田駅 - 西藤原駅間
近鉄富田駅 - 三岐朝明信号場間は近鉄連絡線。同線含む近鉄富田駅 - 西藤原駅間が旅客営業区間。三岐朝明信号場 - 東藤原駅間が貨物営業区間。
| 駅番号 | 駅名                          | 営業キロ | 営業キロ | 開業年 | 廃止年          | 接続路線                       | 線路 | 所在地        |
| 駅番号 | 駅名                          | 駅間     | 累計     | 開業年 | 廃止年          | 接続路線                       | 線路 | 所在地        |
| ------ | ----------------------------- | -------- | -------- | ------ | --------------- | ------------------------------ | ---- | ------------- |
| S01    | 近鉄富田駅                    | -        | 0.0      | 1970年 | -               | 近畿日本鉄道：E 名古屋線 (E17) | ｜   | 四日市市      |
|        | （三岐朝明駅） 三岐朝明信号場 | 1.1      | 1.1      | 1950年 | 1989年 信号場化 |                                | ｜   | 四日市市      |
| S02    | 大矢知駅                      | 1.5      | 2.6      | 1931年 | -               |                                | ◇    | 四日市市      |
| S03    | 平津駅                        | 1.6      | 4.2      | 1931年 | -               |                                | ◇    | 四日市市      |
| S04    | 暁学園前駅                    | 1.2      | 5.4      | 1931年 | -               |                                | ｜   | 四日市市      |
| S05    | 山城駅                        | 1.7      | 7.1      | 1931年 | -               |                                | ◇    | 四日市市      |
| S06    | 保々駅                        | 2.5      | 9.6      | 1931年 | -               |                                | ◇    | 四日市市      |
| S07    | 北勢中央公園口駅              | 1.7      | 11.3     | 1997年 | -               |                                | ｜   | 四日市市      |
|        | （大長駅）                    | -        | 11.4     | 1931年 | 1997年          |                                | ｜   | 員弁郡 東員町 |
| S08    | 梅戸井駅                      | 1.9      | 13.2     | 1931年 | -               |                                | ◇    | いなべ市      |
|        | （大井田駅）                  | -        | 15.3     | 1931年 | 1986年          |                                | ｜   | いなべ市      |
| S09    | 大安駅                        | 2.2      | 15.4     | 1986年 | -               |                                | ｜   | いなべ市      |
| S10    | 三里駅                        | 1.8      | 17.2     | 1931年 | -               |                                | ◇    | いなべ市      |
| S11    | 丹生川駅                      | 2.5      | 19.7     | 1931年 | -               |                                | ◇    | いなべ市      |
| S12    | 伊勢治田駅                    | 1.2      | 20.9     | 1931年 | -               |                                | ◇    | いなべ市      |
| S13    | 東藤原駅                      | 2.3      | 23.2     | 1931年 | -               |                                | ◇    | いなべ市      |
| S14    | 西野尻駅                      | 2.2      | 25.4     | 1931年 | -               |                                | ｜   | いなべ市      |
| S15    | 西藤原駅                      | 1.2      | 26.6     | 1931年 | -               |                                | ｜   | いなべ市      |

※近鉄富田駅、東藤原駅以外は早朝（始発から6:30）と夜間（21:00以降）は無人になる。西野尻駅は終日無人。

## 利用状況

### 輸送実績
三岐線および近鉄連絡線の輸送実績を下表に記す。2012年度以降、鉄道統計年報においては北勢線と合算されているため、輸送人員については三重県統計書の数値を用いる。輸送密度は貨物専用区間を含む全営業キロで除されている。
輸送人員は年度での値である。1965年以降における最高値を赤色で、最高値を記録した年度以降の最低値を青色で、最高値を記録した年度以前の最低値を緑色で表記している。
| 年度別輸送実績表 | 年度別輸送実績表                 | 年度別輸送実績表                 | 年度別輸送実績表                 | 年度別輸送実績表                 | 年度別輸送実績表 | 年度別輸送実績表      | 年度別輸送実績表                        |
| 年 度            | 輸送人員（乗車人員） [万人/年度] | 輸送人員（乗車人員） [万人/年度] | 輸送人員（乗車人員） [万人/年度] | 輸送人員（乗車人員） [万人/年度] | 輸送密度 [人/日] | 貨物輸送量 [万t/年度] | 関連特記事項                            |
| ---------------- | -------------------------------- | -------------------------------- | -------------------------------- | -------------------------------- | ---------------- | --------------------- | --------------------------------------- |
| 年 度            | 通勤定期                         | 通学定期                         | 定期外                           | 合 計                            | 輸送密度 [人/日] | 貨物輸送量 [万t/年度] | 関連特記事項                            |
| 1965（昭和40）   | 301.5                            | ←←                               | 88.8                             | 390.3                            |                  | 92.6                  | 萱生駅を暁学園前駅に改称 暁学園新設開校 |
| 1966（昭和41）   | 325.9                            | ←←                               | 84.2                             | 410.1                            |                  | 84.9                  |                                         |
| 1967（昭和42）   | 321.4                            | ←←                               | 80.2                             | 401.6                            |                  | 107.4                 |                                         |
| 1968（昭和43）   | 308.7                            | ←←                               | 85.4                             | 394.1                            |                  | 105.8                 |                                         |
| 1969（昭和44）   | 307.9                            | ←←                               | 81.6                             | 389.6                            |                  | 93.2                  |                                         |
| 1970（昭和45）   | 305.3                            | ←←                               | 84.1                             | 389.4                            |                  | 148.4                 | 近鉄連絡線開通 近鉄富田駅に乗り入れ開始 |
| 1971（昭和46）   | 320.1                            | ←←                               | 90.9                             | 411.1                            |                  | 166.7                 |                                         |
| 1972（昭和47）   | 321.9                            | ←←                               | 91.4                             | 413.3                            |                  | 179.0                 |                                         |
| 1973（昭和48）   | 340.0                            | ←←                               | 92.4                             | 432.4                            |                  | 182.2                 | 旅客輸送量最大を記録                    |
| 1974（昭和49）   | 333.2                            | ←←                               | 95.8                             | 429.0                            |                  | 140.3                 |                                         |
| 1975（昭和50）   | 140.5                            | 191.1                            | 94.7                             | 426.3                            | 3,396            | 120.5                 |                                         |
| 1976（昭和51）   | 131.3                            | 182.7                            | 97.6                             | 411.6                            | 3,252            | 127.5                 |                                         |
| 1977（昭和52）   | 131.7                            | 181.4                            | 102.3                            | 415.5                            | 3,297            | 149.6                 |                                         |
| 1978（昭和53）   | 126.2                            | 172.0                            | 96.7                             | 395.1                            | 3,210            | 179.4                 | 保々駅近隣に朝明高校新設開校            |
| 1979（昭和54）   | 127.9                            | 177.0                            | 99.1                             | 404.0                            | 3,344            | 198.0                 |                                         |
| 1980（昭和55）   | 128.1                            | 184.6                            | 101.2                            | 414.0                            | 3,424            | 196.1                 |                                         |
| 1981（昭和56）   | 123.7                            | 198.3                            | 99.3                             | 421.3                            | 3,415            | 155.8                 |                                         |
| 1982（昭和57）   | 125.9                            | 185.4                            | 99.0                             | 410.3                            | 3,353            | 144.4                 |                                         |
| 1983（昭和58）   | 123.5                            | 176.2                            | 96.8                             | 396.5                            | 3,225            | 141.6                 |                                         |
| 1984（昭和59）   | 116.1                            | 167.2                            | 91.1                             | 374.4                            | 3,077            | 138.6                 |                                         |
| 1985（昭和60）   | 114.8                            | 165.0                            | 91.7                             | 371.5                            | 3,077            | 129.7                 |                                         |
| 1986（昭和61）   | 114.4                            | 162.7                            | 96.1                             | 373.2                            | 3,087            | 105.0                 | 大安駅開業                              |
| 1987（昭和62）   | 109.6                            | 168.4                            | 91.8                             | 369.8                            | 3,026            | 131.6                 |                                         |
| 1988（昭和63）   | 105.0                            | 179.5                            | 93.1                             | 377.6                            | 3,061            | 135.6                 |                                         |
| 1989（平成元）   | 97.8                             | 185.2                            | 91.3                             | 374.3                            | 3,078            | 125.0                 | 旅客車両の冷房化開始                    |
| 1990（平成2）    | 99.3                             | 197.8                            | 95.7                             | 392.9                            | 3,215            | 124.5                 |                                         |
| 1991（平成3）    | 100.5                            | 196.7                            | 97.1                             | 394.3                            | 3,246            | 118.2                 |                                         |
| 1992（平成4）    | 105.0                            | 193.5                            | 98.7                             | 397.2                            | 3,285            | 141.5                 |                                         |
| 1993（平成5）    | 102.0                            | 192.9                            | 96.8                             | 391.7                            | 3,232            | 148.4                 |                                         |
| 1994（平成6）    | 95.4                             | 189.2                            | 91.2                             | 375.8                            | 3,119            | 151.4                 |                                         |
| 1995（平成7）    | 92.2                             | 176.2                            | 93.5                             | 361.9                            | 3,017            | 147.8                 |                                         |
| 1996（平成8）    | 91.4                             | 172.6                            | 92.6                             | 356.6                            | 3,010            | 134.4                 |                                         |
| 1997（平成9）    | 89.9                             | 157.5                            | 81.6                             | 329.0                            | 2,807            | 125.0                 | 北勢中央公園口駅開業                    |
| 1998（平成10）   | 90.1                             | 161.5                            | 77.6                             | 329.2                            | 2,809            | 130.2                 |                                         |
| 1999（平成11）   | 86.3                             | 159.1                            | 73.5                             | 318.9                            | 2,714            | 102.5                 |                                         |
| 2000（平成12）   | 81.1                             | 164.8                            | 72.5                             | 318.4                            | 2,687            | 224.6                 |                                         |
| 2001（平成13）   | 77.4                             | 170.0                            | 72.9                             | 320.3                            | 2,733            | 282.4                 | 貨物輸送量最大を記録                    |
| 2002（平成14）   | 72.7                             | 167.5                            | 73.0                             | 313.2                            | 2,708            | 232.2                 |                                         |
| 2003（平成15）   | 71.1                             | 170.6                            | 74.7                             | 316.4                            | 2,799            | 122.4                 |                                         |
| 2004（平成16）   | 72.0                             | 172.0                            | 76.5                             | 320.5                            | 2,868            | 103.7                 | 保々駅 - 西藤原駅間の列車を大増発       |
| 2005（平成17）   | 72.6                             | 175.5                            | 78.2                             | 326.3                            | 2,920            | 105.0                 |                                         |
| 2006（平成18）   | 75.6                             | 169.0                            | 79.5                             | 324.1                            | 2,905            | 109.5                 |                                         |
| 2007（平成19）   | 79.2                             | 169.6                            | 82.4                             | 331.2                            | 2,954            |                       |                                         |
| 2008（平成20）   | 82.4                             | 169.8                            | 83.5                             | 335.7                            | 2,981            |                       |                                         |
| 2009（平成21）   |                                  |                                  |                                  | 331.2                            |                  |                       |                                         |
| 2010（平成22）   |                                  |                                  |                                  | 335.8                            |                  |                       |                                         |
| 2011（平成23）   |                                  |                                  |                                  | 321.1                            |                  |                       |                                         |
| 2012（平成24）   |                                  |                                  |                                  | 322.9                            |                  | 99.0                  |                                         |
| 2013（平成25）   |                                  |                                  |                                  | 328.7                            |                  | 106.0                 |                                         |
| 2014（平成26）   |                                  |                                  |                                  | 320.0                            |                  | 105.8                 |                                         |
| 2015（平成27）   |                                  |                                  |                                  | 324.6                            |                  | 103.5                 |                                         |
| 2016（平成28）   |                                  |                                  |                                  | 316.3                            |                  | 108.8                 |                                         |
| 2017（平成29）   |                                  |                                  |                                  | 315.3                            |                  |                       |                                         |

出典：鉄道統計年報（国土交通省鉄道局監修）

### 営業成績
2011年（平成23年度）までの、三岐線および近鉄連絡線の輸送実績を下表に記す（2012年度以降は北勢線と合算されており単独データが存在しない）。
最高値を赤色で、最高値を記録した年度以降の最低値を青色で、最高値を記録した年度以前の最低値を緑色で表記している。
| 年度別営業成績表 | 年度別営業成績表         | 年度別営業成績表         | 年度別営業成績表         | 年度別営業成績表         | 年度別営業成績表         | 年度別営業成績表         | 年度別営業成績表     | 年度別営業成績表     | 年度別営業成績表     | 年度別営業成績表     | 年度別営業成績表 | 年度別営業成績表 |
| 年度             | 旅客運賃収入 [千円/年度] | 旅客運賃収入 [千円/年度] | 旅客運賃収入 [千円/年度] | 旅客運賃収入 [千円/年度] | 旅客運賃収入 [千円/年度] | 貨物運輸収入 [千円/年度] | 運輸雑収 [千円/年度] | 営業収益 [千円/年度] | 営業経費 [千円/年度] | 営業損益 [千円/年度] | 営業 係数        |                  |
| ---------------- | ------------------------ | ------------------------ | ------------------------ | ------------------------ | ------------------------ | ------------------------ | -------------------- | -------------------- | -------------------- | -------------------- | ---------------- | ---------------- |
| 年度             | 通勤定期                 | 通学定期                 | 定期外                   | 手小荷物                 | 合計                     | 貨物運輸収入 [千円/年度] | 運輸雑収 [千円/年度] | 営業収益 [千円/年度] | 営業経費 [千円/年度] | 営業損益 [千円/年度] | 営業 係数        |                  |
| 1975（昭和50）   | 210,013                  | ←←←←                     | 121,576                  | 2,254                    | 333,843                  | 477,188                  | 39,919               | 850,950              |                      |                      |                  |                  |
| 1976（昭和51）   | 197,929                  | ←←←←                     | 127,793                  | 2,684                    | 328,406                  | 691,921                  | 14,142               | 1,034,469            |                      |                      |                  |                  |
| 1977（昭和52）   | 212,868                  | ←←←←                     | 135,439                  | 2,800                    | 351,107                  | 853,945                  | 54,992               | 1,260,046            |                      |                      |                  |                  |
| 1978（昭和53）   | 233,531                  | ←←←←                     | 144,757                  | 2,698                    | 380,987                  | 961,290                  | 69,236               | 1,411,513            |                      |                      |                  |                  |
| 1979（昭和54）   | 245,655                  | ←←←←                     | 149,884                  | 2,231                    | 397,770                  | 1,044,492                | 51,525               | 1,493,788            |                      |                      |                  |                  |
| 1980（昭和55）   | 250,868                  | ←←←←                     | 153,078                  | 2,021                    | 405,967                  | 1,134,028                | 73,911               | 1,613,908            |                      |                      |                  |                  |
| 1981（昭和56）   | 258,610                  | ←←←←                     | 153,397                  | 1,714                    | 413,721                  | 1,173,773                | 75,738               | 1,663,233            |                      |                      |                  |                  |
| 1982（昭和57）   | 273,174                  | ←←←←                     | 162,948                  | 1,055                    | 437,177                  | 1,292,004                | 71,596               | 1,800,777            |                      |                      |                  |                  |
| 1983（昭和58）   | 267,636                  | ←←←←                     | 168,324                  | 710                      | 436,670                  | 1,283,269                | 72,929               | 1,792,868            |                      |                      |                  |                  |
| 1984（昭和59）   | 274,628                  | ←←←←                     | 165,919                  | 632                      | 441,178                  | 1,270,809                | 73,232               | 1,785,220            |                      |                      |                  |                  |
| 1985（昭和60）   | 272,978                  | ←←←←                     | 169,418                  | 659                      | 443,055                  | 1,200,343                | 84,672               | 1,728,070            |                      |                      |                  |                  |
| 1986（昭和61）   | 290,680                  | ←←←←                     | 189,864                  | 688                      | 481,232                  | 948,346                  | 82,085               | 1,511,663            |                      |                      |                  |                  |
| 1987（昭和62）   | 142,874                  | 142,967                  | 184,782                  | 786                      | 471,409                  | 856,364                  | 85,666               | 1,413,439            |                      |                      |                  |                  |
| 1988（昭和63）   | 136,186                  | 153,167                  | 184,367                  | 876                      | 474,596                  | 866,606                  | 124,419              | 1,465,621            |                      |                      |                  |                  |
| 1989（平成元）   | 125,337                  | 160,157                  | 181,344                  | 346                      | 467,184                  | 807,781                  | 131,015              | 1,405,980            |                      |                      |                  |                  |
| 1990（平成2）    | 131,459                  | 177,252                  | 203,951                  | 166                      | 512,662                  | 808,270                  | 145,230              | 1,466,328            |                      |                      |                  |                  |
| 1991（平成3）    | 134,188                  | 180,116                  | 214,135                  | 36                       | 528,475                  | 788,696                  | 132,110              | 1,449,281            |                      |                      |                  |                  |
| 1992（平成4）    | 137,057                  | 178,541                  | 217,819                  | 36                       | 533,453                  | 899,461                  | 150,707              | 1,583,621            |                      |                      |                  |                  |
| 1993（平成5）    | 135,482                  | 178,790                  | 209,762                  | 36                       | 524,070                  | 928,555                  | 181,210              | 1,633,835            |                      |                      |                  |                  |
| 1994（平成6）    | 128,323                  | 176,103                  | 198,680                  | 36                       | 503,142                  | 937,939                  | 181,238              | 1,622,319            |                      |                      |                  |                  |
| 1995（平成7）    | 125,052                  | 165,218                  | 204,328                  | 36                       | 494,634                  | 907,794                  | 186,114              | 1,588,542            |                      |                      |                  |                  |
| 1996（平成8）    | 123,077                  | 164,847                  | 204,683                  | 36                       | 492,643                  | 834,905                  | 176,047              | 1,503,595            |                      |                      |                  |                  |
| 1997（平成9）    | 125,830                  | 155,161                  | 204,732                  | 36                       | 485,759                  | 786,217                  | 173,668              | 1,445,644            |                      |                      |                  |                  |
| 1998（平成10）   | 126,299                  | 159,903                  | 195,898                  | 36                       | 482,136                  | 768,855                  | 171,440              | 1,422,431            |                      |                      |                  |                  |
| 1999（平成11）   | 121,334                  | 157,048                  | 184,951                  | 36                       | 463,369                  | 652,754                  | 159,605              | 1,275,728            |                      |                      |                  |                  |
| 2000（平成12）   | 114,508                  | 160,191                  | 184,321                  | 36                       | 459,056                  | 814,459                  | 151,952              | 1,425,467            |                      |                      |                  |                  |
| 2001（平成13）   | 110,673                  | 166,404                  | 188,159                  | 0                        | 465,236                  | 976,319                  | 153,747              | 1,595,302            | 1,579,547            | 15,755               | 99.0             |                  |
| 2002（平成14）   | 104,686                  | 165,567                  | 191,043                  | 0                        | 461,296                  | 847,938                  | 159,578              | 1,468,812            | 1,461,553            | 7,259                | 99.5             |                  |
| 2003（平成15）   | 103,873                  | 171,692                  | 195,900                  | 0                        | 471,465                  | 588,599                  | 161,068              | 1,221,132            | 1,203,424            | 17,708               | 98.5             |                  |
| 2004（平成16）   | 105,002                  | 175,191                  | 201,270                  | 0                        | 481,463                  | 480,090                  | 154,052              | 1,115,605            | 1,102,819            | 12,786               | 98.9             |                  |
| 2005（平成17）   | 106,895                  | 178,384                  | 205,942                  | 0                        | 491,221                  | 517,542                  | 150,899              | 1,159,662            | 1,066,783            | 92,879               | 92.0             |                  |
| 2006（平成18）   | 113,221                  | 171,456                  | 208,891                  | 0                        | 493,568                  | 414,404                  | 155,685              | 1,063,657            | 1,094,406            | △ 30,749             | 102.9            |                  |
| 2007（平成19）   | 118,699                  | 169,935                  | 218,863                  | 0                        | 507,497                  | 469,372                  | 148,504              | 1,125,373            | 1,096,477            | 28,896               | 97.4             |                  |
| 2008（平成20）   | 122,934                  | 168,251                  | 222,571                  | 0                        | 513,756                  | 465,937                  | 140,306              | 1,119,999            |                      |                      |                  |                  |

出典：鉄道統計年報（国土交通省鉄道局監修）

### 戦前の輸送収支実績
| 1931 | 225,086   | 15,169  | 45,689  | 52,468  | ▲ 6,779 | 雑損82                           | 20,895 |        |
| 1932 | 351,395   | 61,849  | 102,062 | 90,012  | 12,050  | 雑損償却金5,332                  | 21,245 | 18,265 |
| 1933 | 381,907   | 172,462 | 182,651 | 110,333 | 72,318  | 自動車業1,272雑損40,369          | 18,532 | 38,033 |
| 1934 | 387,890   | 131,001 | 153,166 | 116,198 | 36,968  | 自動車業16,187償却金55,760       | 14,520 | 58,419 |
| 1935 | 417,024   | 210,153 | 211,955 | 120,955 | 91,000  | 自動車業1,079償却金92,440        | 9,517  | 53,466 |
| 1936 | 433,534   | 223,320 | 229,845 | 134,604 | 95,241  | 自動車業1,329償却金55,000        | 4,735  | 43,974 |
| 1937 | 459,799   | 226,630 | 234,265 | 144,490 | 89,775  | 自動車業2,302償却金55,413 雑損53 | 4,102  | 45,316 |
| 1939 | 563,905   | 246,481 |         |         |         |                                  |        |        |
| 1941 | 696,068   | 348,930 |         |         |         |                                  |        |        |
| 1943 | 1,067,698 | 318,991 |         |         |         |                                  |        |        |
| 1945 | 1,938,765 | 156,445 |         |         |         |                                  |        |        |

- 鉄道統計資料、鉄道統計、国有鉄道陸運統計各年度版

## その他

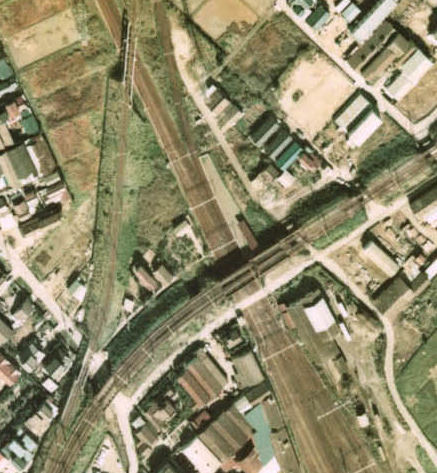
現役時代の富田西口駅。。1975年度。

- 1952 - 1964年には、国鉄富田駅を経由して国鉄四日市駅に直通する旅客列車があった。当時非電化だった国鉄四日市駅直通のために気動車を使用しており、関西本線富田浜 - 四日市間には三岐鉄道からの直通列車専用の「午起駅」も設けられた。
- 1958年頃より当時の富田 - 四日市間の輸送力強化のため、関西本線とは別に三岐鉄道としての路線を敷設する計画があり、免許申請[32]や国鉄を交えた検討が行われた[70]。
- 富田駅構内の近鉄名古屋線を潜る箇所には、近鉄富田駅への乗換客の便宜を図って「富田西口駅」という名のプラットホームがあり（近鉄富田駅と同一駅扱い）、国鉄富田行きの旅客列車のみ停車していた。富田西口駅は近鉄連絡線開業後も1日に3往復程度あった国鉄富田駅発着旅客列車が廃止されるまで使われた。実際の近鉄富田駅との移動距離は、国鉄富田駅からの方が近かったが、近鉄富田駅までの乗車券（定期券含む）では乗り越し扱いとなるため、富田西口駅で乗り換えれば近鉄富田駅までの運賃で利用できた。
- 1983年には、日本テレビ系で放送されていた刑事ドラマ『太陽にほえろ!』571話「誘拐」の名古屋ロケにおいて、三岐線電車車内や沿線などで撮影が行われた。